# East Farmingdale
East Farmingdale és una concentració de població designada pel cens dels Estats Units a l'estat de Nova York. Segons el cens del 2000 tenia 5.400 habitants.

## Demografia
Segons el cens del 2000, East Farmingdale tenia 5.400 habitants, 1.693 habitatges, i 1.286 famílies. La densitat de població era de 387,5 habitants per km².
Dels 1.693 habitatges en un 37,7% hi vivien nens de menys de 18 anys, en un 58,8% hi vivien parelles casades, en un 12,8% dones solteres, i en un 24% no eren unitats familiars. En el 19% dels habitatges hi vivien persones soles el 7% de les quals corresponia a persones de 65 anys o més que vivien soles. El nombre mitjà de persones vivint en cada habitatge era de 3,1 i el nombre mitjà de persones que vivien en cada família era de 3,52.
Per edats la població es repartia de la següent manera: un 26% tenia menys de 18 anys, un 9,4% entre 18 i 24, un 34,6% entre 25 i 44, un 19,4% de 45 a 60 i un 10,6% 65 anys o més.
L'edat mediana era de 34 anys. Per cada 100 dones de 18 o més anys hi havia 100,6 homes.
La renda mediana per habitatge era de 68.125 $ i la renda mediana per família de 71.726 $. Els homes tenien una renda mediana de 51.332 $ mentre que les dones 32.188 $. La renda per capita de la població era de 25.466 $. Entorn del 4,6% de les famílies i el 7% de la població estaven per davall del llindar de pobresa.